# Musashi (1888)
El Musashi (武蔵?) fue el tercero de los buques de la Clase Katsuragi de los inicios de la Armada Imperial Japonesa. Su nombre fue posteriormente utilizado para el Musashi, el segundo miembro de la clase de acorazados más grandes jamás construidos, la Clase Yamato.

## Historial
El Musashi fue construido en Yokosuka al igual que el líder de la clase, el Katsuragi. Su diseño contaba con proa recta, y una nueva disposición de los cañones principales, que permitían su empleo tanto hacia el frente como por las bandas, lo que era una ventaja respecto a la previa Clase Kaimon.
En 1898 fue destinado como buque de defensa costera. En 1900 experimentó una puesta al día, retirándose el velamen de sus tres palos, ampliando el armamento y sustituyendo los tubos lanzatorpedos de 381 mm por otros de 457 mm. El 30 de abril de 1902 encalló en las cercanías de Nemuro, en Hokkaidō, pero fue reflotado el 21 de junio y posteriormente reparado.
En 1922 fue retirado como unidad militar y convertido en buque de investigación hidrográfica. Cesó su actividad en 1928 para ser empleado como pontón flotante llamado Hai Kan 5, que tres años después sería desguazado.